# Socha svatého Jana Nepomuckého (Košátky)
Socha sv. Jana Nepomuckého z 18. století je situována na pozemku p.č. 315/5 k.ú. Košátky v okrese Mladá Boleslav, po pravé straně příjezdové cesty k bývalé tvrzi, na hraně svahu ostrohu spadajícího k toku Košáteckého potoka a orientovaná čelem k jihu.

## Historie
Dne 11. února 1965 byla socha zařazená do seznamu kulturních památek ČR. Poslední restaurování proběhlo v roce 2019, kdy byla socha opatřena kovovým nadhlavním zastřešením s hvězdami, opravou podstavce a obnovou cihlové základové desky.

## Popis
Kompozice se skládá z masivního podstavce s reliéfní výzdobou a samotnou sochou postavy v podživotní velikosti. Socha byla zhotovena z místního pískovce z Pojizeří. Povětrnostní podmínky přispěly ke stavu sochy dochované pouze ve hmotě. Socha světce, která byla po levé straně doplněna andílkem, znázorňovala tehdy méně běžný výjev.